# Charles Houssard
Charles Houssard, également appelé Charles Claude Houssard, né le 18 février 1884 à Liège et mort à Etterbeek le 30 septembre 1958, est un peintre belge.
Son champ pictural, de facture luministe, couvre essentiellement les paysages et les marines.

## Biographie

### Famille
Charles (Claude Eugène Gustave Ernest Joseph Charles) Houssard, né le 18 février 1884 à Liège, est le fils de Charles Ferdinand Delphin Houssard (1844-1917) et d'Eugénie Orban de Xivry (1846-1887). Charles Houssard épouse à Nodebais le 12 mai 1909 Marie Joséphine Ghislaine Vander Linden (1888-1954). Le couple s'établit rue du Trône à Ixelles, où naissent – entre 1910 et 1920 – leurs quatre enfants. Après 1925, le peintre et sa famille résident rue Vergote no 9 à Schaerbeek.

### Formation
Charles Houssard étudie la peinture auprès du liégeois Charles Theunissen, avant de travailler successivement dans l'atelier d'Évariste Carpentier, puis dans celui de François Maréchal. Lorsqu'il représente les paysages d'Ardenne et le ciel de la Campine, il est influencé par l'art de Léon Frédéric.

### Carrière
Charles Houssard commence sa carrière en exposant deux paysages ardennais à la Société libre d'émulation à Liège en 1904. Sa toile Le Moulin de Sarlardec est exposée au Salon de Bruxelles de 1914. Sa carrière est marquée par sa participation à divers salons à Bruxelles et à deux reprises à Paris,.
Le 30 septembre 1958, Charles Houssard meurt à l'âge de 74 ans à Etterbeek.

## Œuvre

### Caractéristiques
Son champ pictural, de facture luministe, couvre essentiellement les paysages et les marines. Ses toiles sont baignées de lumière. Ses marines, très différentes de palette, représentent des plages et des vagues agitées par le vent, exemptes de figures humaines. Il s'inspire aussi de la mélancolie de l'Yser.  
En 1927, le peintre et écrivain Louis Wilmet écrit que Charles Houssard a considérablement progressé au point de vue de son coloris et de sa mise en page. Son coup de pinceau est plus large, sa matière plus belle et son rendu plus puissant. Il excelle dans la représentation des sites mosans : Marche-les-Dames, Godinne, Yvoir, Houx, Wandre, Hermalle,….
En 1948, le quotidien La Libre Belgique juge Charles Houssard comme surtout mariniste. Même quand il peint les paysages, ses meilleurs sont ceux où il peut rendre cet air comme mouillé de fraîcheur, par le voisinage d'un ruisseau, d'une mare ou d'un fleuve.
Signe : C. Houssard 

### Expositions
- Exposition à la Société libre d'émulation à Liège en 1904 : deux paysages ardennais[2].
- Cercle de l'œuvre des artistes de Bruxelles en 1906 (14e) exposition[7].
- Cercle de l'œuvre des artistes de Bruxelles en 1908 (15e) exposition.
- Salon de Bruxelles de 1914 : Le Moulin de Sarlardec[3].
- Salonnet de Bruxelles de 1925 : Mer à Knokke[8].
- Galeries d'art Larribe à Bruxelles, du Ier au 12 décembre 1928[9].
- Salonnet de Bruxelles de 1927[4].
- Exposition Charles Claude Houssard à la galerie Charles Portenart à Bruxelles en 1930 : Le Repos des barques à Nieuport, Le Soir au port, Le Soir à Nieuport, La Neige à Stockel,…[10].
- Salon des artistes français à Paris en 1930[2].
- Salon d'automne de Paris de 1931[2].
- Exposition Charles Claude Houssard, avenue Louise à Bruxelles en 1942.
- Exposition Charles Claude Houssard, avenue Louise à Bruxelles en 1943[11].
- Exposition Charles Claude Houssard, avenue Louise à Bruxelles en 1948 : L'Ourthe à Durbuy, La Fin du jour, Vers la pêche, Le Démer,…[6].

### Collection
- La commune de Schaerbeek possède de Charles Houssard une Marine, inventaire no 71, format 88 × 145 cm, huile sur toile[2].

## Distinctions
- Chevalier de l'ordre de la Couronne (15 novembre 1947)[5].
- Chevalier de l'ordre de Léopold II[5].